# 新神榜：杨戬
《新神榜：杨戬》是一部2022年中國3D動畫奇幻動作片，《新神榜》系列電影的第二部作品，改編自明朝小说《封神演義》中的楊戩一角。電影由趙霽執導，沐川編劇，追光动画製作。劇情講述封神大战一千五百年后，天界衰落，落魄成為赏银捕手的楊戩，踏上追尋外甥沉香並揭開塵封往事的旅程。本片2022年8月19日在中國上映。
電影在中國大陸的反響趨於正面，其中視覺效果受到稱讚，批評則針對劇情鋪陳。電影入圍第95屆奧斯卡金像獎最佳動畫片角逐名單，但未能進入決選名單。

## 配音員
- 王凯 配音 楊戩
- 季冠霖 配音 婉羅
- 李立宏 配音 玉鼎真人
- 李蘭陵 配音 沉香
- 趙毅 配音 申公豹
- 劉校妤 配音 哮天犬
- 星潮 配音 葫蘆小仙
- 楊天翔 配音 賭場説書猴
- 孟宇 配音 魔禮青
- 楊默 配音 魔禮海
- 趙銘洲 配音 魔禮紅
- 李楠 配音 魔禮壽
- 邱秋 配音 楊嬋 / 瑤姬

## 音樂
1. 主題推廣曲〈燈火千萬〉由檀健次演唱，2022年8月16日發布MV[5]。
2. 插曲〈洛神賦〉出自三國時期曹魏文學家曹植創作的辭賦，由中國知名網路歌手銀臨演唱。這首曲子抒發的是無限的悲傷悵惘之情，對應片中婉羅對於重要之人的思念。[6]
3. 片尾曲〈聽風吟〉作詞：沐川，負責作曲及演唱的郭好為，同時也是《新神榜：楊戩》的音樂總監。[7]

## 發行
《新神榜：楊戩》起初預定2022年7月在中國上映，但之後延期到8月19日。

## 獲獎紀錄
| 年分   | 獎項                       | 類別                 | 入圍者           | 结果 | 備註                     |
| ------ | -------------------------- | -------------------- | ---------------- | ---- | ------------------------ |
| 2022年 | 第19屆中國動漫金龍獎       | 最佳動畫長片         | 《新神榜：楊戩》 | 獲獎 |                          |
| 2023年 | 第三屆金榆花獎             | 最佳動畫片           | 《新神榜：楊戩》 | 獲獎 |                          |
| 2023年 | 第20屆電影頻道傳媒關注單元 | 最受傳媒關注動畫電影 | 《新神榜：楊戩》 | 獲獎 |                          |
| 2023年 | 第95屆奧斯卡金像獎         | 最佳動畫片角逐名單   | 《新神榜：楊戩》 | 入圍 | 入圍角逐名單，未進入決選 |

## 票房
| 上一届： 《獨行月球》 | 2022年中国内地一周票房冠军 第35週 | 下一届： 《哥，你好》 |

## 外部連結
- 新神榜：杨戬的新浪微博
- 互联网电影数据库（IMDb）上《新神榜：杨戬》的资料（英文）
- 豆瓣电影上《新神榜：杨戬》的資料 （简体中文）